# حوزه علمیه نجف
حوزهٔ علمیهٔ نجف پس از دانشگاه الازهر و دانشگاه قرویین قدیمی ترین حوزه دینی جهان اسلام  و نخستین حوزهٔ علمیهٔ ویژهٔ مذهب شیعیان است که در سدهٔ چهارم قمری در شهر نجف عراق، در کنار مقبرهٔ علی بن ابی‌طالب، توسط شیخ طوسی برپا شد. حوزهٔ علمیهٔ نجف بیش از نهصد سال سابقه دارد.

## تأسیس
با مهاجرت اجباری شیخ طوسی از بغداد به نجف، در سال ۴۴۹ قمری، این حوزه شکل گرفت، و به‌ویژه پس از عصر صفویه تا قبل از روی کار آمدن نظام بعثی در عراق، این حوزه بزرگ‌ترین و مهم‌ترین حوزهٔ علمیهٔ جهان تشیع بود.

## ساختار و ویژگی های حوزه نجف
از ارکان اصلی حوزه نجف، زعامت است. زعیم حوزه کسی است که اصلی‌ترین مواضع حوزه نجف از زبان او بیان می شود و در حقیقت سیاست های اصلی حوزه نجف را او ترسیم می کند. زعیم حوزه نجف معمولا عالی رتبه ترین مرجع حوزه نجف است. تصمیمات زعیم حوزه دستوری نیست اما عموما مورد پیروی و متابعت قرار می گیرد. در دهه های اخیر محسن حکیم و سپس ابوالقاسم خویی و هم اینک علی سیستانی زعامت حوزه نجف را بر عهده داشته اند.
حوزه نجف از ارکان اصلی و کیان علمی تشیع محسوب می شود. از ویژگی های اصلی حوزه نجف، ترجیح فقه و اصول و پرورش فقیه و مجتهد، مقدم بر هر امر دیگری است. در این حوزه فلسفه و عرفان چندان مورد توجه نیست و تمرکز بر دروس خارج فقه و اصول است. در این حوزه نظارت بر سیاست به جای دخالت در سیاست به معنای مرسوم آن اولویت داده می شود و همچنین طلبه ها از ورود به کار اجرایی پرهیز داده می شوند. در حوزه نجف فعالیت سیاسی به مفهوم رایح جاری نیست. از نظر اقتصادی حوزه نجف وابستگی به دولت ندارد و مبتنی بر کمک های مردم اداره می شود.  از نظر سلوک اجتماعی طلبه های حوزه نجف سلوک سنتی دارند و به سنت های این حوزه عموما وفادارند، در این حال از ابزارهای ارتباطی مدرن بهره می برند. حوزه نجف، دادگاه ویژه روحانیت ندارد و تخلفات در دادگاه های معمول عراق رسیدگی می شود. مراجع حوزه نجف عموما بسیار کم مصاحبه می کنند و در موضوعات سیاسی به ندرت بیانیه صادر می کنند. مراجع نجف اعتدال را از شاخصه های خود می دانند و از گفت و گو با سایر ادیان استقبال می کنند. دیدار علی سیستانی با پاپ از نمونه های گفت و گوی بین دینی بود که در سال ۲۰۲۱ بین حوزه نجف و واتیکان روی داد. در حوزه نجف، حکومت های فعلی جهان را مطلوب نمی دانند و در این حال نسبت به ارتباط با دولت های مختلف نگاه مثبتی دارند.
طی یک تحقیق درباره حوزه نجف، ابوالفضل فاتح می گوید: از مهمترین دستاوردهای حوزه نجف پس از سقوط صدام رسیدن به عنصر آزادی است که فضای پرنشاطی را برای تکاپوی علمی این حوزه فراهم کرده است. می توان گفت که رویکرد نجف به ویژه علی سیستانی در حوزه های مختلف از جمله حقوق انسان، حقوق اقلیت ها، و «رابطه دولت/ملت، تا نقش علما در سیاست تا حق انتخاب مردم و تا میزان اعمال شرع در سطح حاکمیت و جامعه همه با این اصل آزادی مقارنت دارد. آیت الله سیستانی و دیگر مراجع نجف اشرف مانع آزادی کسی نمی شوند و فتوای تکفیر نمی دهند».
حوزه نجف، از قرن یازدهم هجری وارد تکاپوی علمی گسترده ای شد. این دوره با بهبهانی آغاز و سپس با بحر العلوم، حسن جواهری (صاحب جواهر)، شیخ انصاری، آخوند خراسانی، میرزای شیرازی، میرزای نائینی و شیخ الشریعه و ... ادامه یافت. در شرایط فعلی، سید علی سیستانی، اسحاق فیاض، بشیر نجفی از مراجع اصلی نجف شناخته می شوند. سید محمد سعید حکیم از دیگر مراجع نجف بود که در ۱۲شهریور ۱۴۰۰ درگذشت.
تدریس طلبه ها در حوزه نجف در مکان های مختلفی از جمله مدارس (صحن حرم امام علی، مدرسه هندی، و مدرسه کاشف الغطاء) و مساجد و کتابخانه ها انجام می شود. هم اکنون حداقل چهارده تا پانزده هزار طلبه در حوزه نجف مشغول تحصیل هستند.